# Friedrich Kirchner (filosof)
Friedrich Kirchner, född den 1 maj 1848 i Spandau, död den 6 mars 1900, var en tysk filosof och författare.
Kirchner, som var lektor vid ett realgymnasium i Berlin, företrädde en empirisk rationalism i sina kompendiösa filosofiska arbeten (Diätetik des Geistes, 1884; 2:a upplagan 1886 med flera). Hans Wörterbuch der philosophischen Grundbegriffe (1886; 4:e upplagan av Carl Michaëlis, 1903) har varit mycket använd. Die deutsche Nationalliteratur des 19. Jahrhunderts (1893; 2:a upplagan 1902) och den mycket polemiska Gründeutschland (1893; 2:a upplagan 1894) rönte åtskillig uppmärksamhet. Kirchner utgav vidare dikter med mera.